# 華僑青年闘争委員会
華僑青年闘争委員会（かきょうせいねんとうそういいんかい）は、日本在住の華僑によって組織された日本の新左翼党派の一つである。出入国管理法制定に反対するため結成された。また毛沢東と中国共産党を信奉していた。略称は「華青闘」。

## 沿革

### 結成
1970年代、日本政府は従来の出入国管理令に替わり、新たに出入国管理法の制定を目指していた。
この動きに反対するために、1969年3月に結成されたのが華僑青年闘争委員会である。華青闘は出入国管理法制定阻止運動の中心組織として活動した。他の新左翼党派もこの運動に共闘した。

### 華青闘告発と解散
ところが、1970年7月7日に開催予定の「7・7盧溝橋33周年・日帝のアジア再侵略阻止人民大集会」の実行委員会事務局の人選を巡って、華青闘と中核派が対立するようになった。中核派は当初実行委員会事務局を構成していたベ平連など3団体を除外し、代わって全国全共闘（全共闘の全国組織）と全国反戦連絡会議（反戦青年委員会の全国組織）を入れるよう要求した。華青闘はこの両団体が入管法反対運動について具体的な活動をしていないことを理由に拒否したが、中核派は実行委員会において、この提案を承認させた。
華青闘は当事者無視の中核派の行動に反発し、7月7日の集会当日に新左翼各派に対して訣別宣言を出した。この宣言は別名「華青闘告発」ともいい、「当事者の意向を無視し、自らの反体制運動の草刈場としてきた新左翼もまたアジア人民に対する抑圧者である」という痛烈な批判であった。華青闘はこの2年後の1972年に解散した。
新左翼各派はこれに強い衝撃を受けて次々と自己批判を声明するに至り中国や朝鮮への強烈な贖罪意識を抱き、マイノリティとの連携を模索するようになった。